# 卡尔瓦尔
卡尔瓦尔（Karwar），是印度卡纳塔克邦Uttara Kannada县的一个城镇。总人口62960（2001年）。

## 人口
该地2001年总人口62960人，其中男性32578人，女性30382人；0—6岁人口6311人，其中男3294人，女3017人；识字率80.05%，其中男性为84.56%，女性为75.22%。